# Història de Mònaco
Mònaco és actualment un principat independent. La història que el lliga als Grimaldi dura des de 1297.

## Prehistòria
Mònaco ha servit de refugi als primers habitants de la regió a partir de la fi del Paleolític inferior, aproximadament - 300 000 anys. S'han ossaments d'animals que haurien servit d'aliment a aquests homes prehistòrics en una cova del Jardí exòtic. Escorcolls han revelat igualment la presència d'una conca a la gruta de l'Observatori i a la gruta del Príncep. La presència humana és testificada al Paleolític mitjà (50000 aC) i al Paleolític superior (20000 aC). S'han trobat rastres d'obres d'art (gravat, escultura) posteriors al 1500 abans de J.-C. en grutes. Les sepultures funeràries, individuals o col·lectives, esdevenen cada vegada més nombroses. La sepultura d'aquells que hom anomena «de Grimaldi» data d'aquesta època i conté una dona i un adolescent.

## Antiguitat
Segons l'historiador Diodor de Sicília i el geògraf Estrabó, els primers habitants sedentaris eren lígurs que van emigrar des de la ciutat de Gènova a Itàlia. Tanmateix, l'antic lígur, no sorgit de les llengües indoeuropees, no estava emparentat ni amb el dialecte italià parlat avui pels habitants de Ligúria, ni al monegasc modern. Aquest avançada a Mònaco hauria pogut ser l'obertura marítima d'un poble lígur situat a l'interior de les terres.
Els foceus de Marsella (llavors Massalia) van fundar la colònia de Monoikos al segle vi aC a l'indret on es troba ara Mònaco. Monoikos era associada a Hèrcules o Hèracles, adorat sota el nom Hercules Monoecus. Segons els dotze treballs d'Hèracles però igualment segons Diodor de Sicília i Estrabó, els grecs i els lígurs van assenyalar que Hèracles havia passat per la regió.

Després de la Guerra de les Gàl·lies, Monoecus, on Juli Cèsar s'havia aturat de camí cap a Grècia, passà a estar sota control romà al si de la província de Gàl·lia Narbonesa. A l'Eneida (VI.831), el poeta Virgili mencionava ja la roca de Mònaco. El gramàtic Servi Maure Honorat afirma que el terme Mònaco deriva d'aquest origen: 
| « | (llatí) Dictus autem Monoecus vel quod pulsis omnibus illic solus habitavit | (català) Hèrcules s'havia apartat de tothom i vivia allà tot sol | » |

 i 
| « | (llatí) vel quod in eius templo numquam aliquis deorum simul colitur | (català) al seu temple, cap altre déu no és venerat al mateix temps | » |

. El nom del port de Mònaco és igualment mencionat a la Naturalis Historiae de Plini el Vell (III.V) i en les Historiae de Tàcit (III.XIII) quan Valens, un dels principals generals de Vitel·li, es veié forçat a fer-hi escala. 
| « | (llatí) Fabius Valens e sinu Pisano segnitia maris aut adversante vento portum Herculis Monoeci depellitur | » |
| — Fabius Valens, a la sortida del golf de Pisa, va ser, per un mar tranquil o un vent contrari, forçat [de fer descans] al port d'Hèrcules Monoecus | |   |

.

## Edat mitjana
Mònaco va restar sota domini romà fins a l'esfondrament de l'Imperi Romà d'Occident el 476. L'indret fou llavors ocupat i malmès pels sarraïns i diverses tribus bàrbares. Tot i que Mònaco estava pràcticament despoblat, els sarraïns en foren expulsats en 975 i al segle xi, l'indret fou novament poblat per lígurs (aquesta vegada, cal entendre que es tractava de poblacions que parlaven una llengua romança del nord d'Itàlia).
En 1191, l'Emperador del Sacre Imperi Romanogermànic Enric VI va concedir la sobirania sobre Mònaco a la ciutat de Gènova a Itàlia, d'on són originaris els lígurs. El 10 de juny del 1215, un destacament de gibel·lins (partidaris de l'Emperador) menats per Fulco del Cassello va començar la construcció d'una fortalesa sobre la Roca de Mònaco. Aquesta data marca el començament de la història moderna del Principat de Mònaco.
Aquesta fortalesa, per als gibel·lins, era estratègica per controlar la regió de cara al partit advers dels güelfs (partit que donava suport al papa). Van establir igualment habitatges a la base de la Roca per tal de recolzar les guarnicions. Per tal d'atreure els habitants de Gènova i de les ciutats properes, van oferir terres i van exonerar d'impostos els nous nouvinguts.

### Començaments de la dinastia Grimaldi

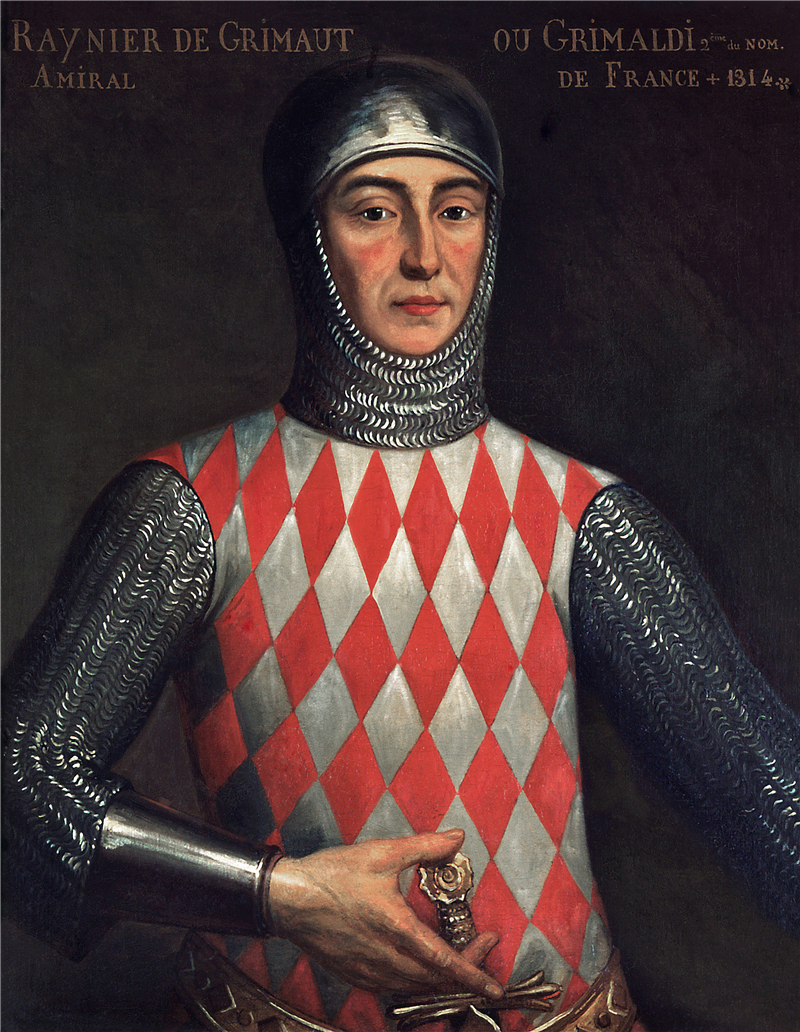
Rainier I Grimaldi.

El 8 de gener del 1297, Francesco Grimaldi, descendent d'Otto Canella cònsol de Gènova en 1133, s'apodera de la fortalesa per l'ardit. En no disposar aquest güelfs més que d'un petit exèrcit, es disfressa de frare franciscà per penetrar-hi, abans d'obrir la fortalesa als seus soldats. D'aquest episodi en neix el seu sobrenom, Malizia, i les armes de Mònaco : dos franciscans armats d'una espasa. Però els güelfs són derrotats i Francesco és expulsat de Mònaco pels genovesos en 1301. La Família Grimaldi es recolza llavors en el Rei de França.
El cosí de Francesco, Rainier I, al servei de Felip el Bell, mana una flota de galeres i venç els holandesos a Zieriksee (1304). És anomenat gran almirall de França. Pare de Charles I, funda la Dinastia Grimaldi que servirà fidelment la monarquia francesa durant els segles que seguiran.

### Lluites contra Gènova
En reprendre la lluita contra Gènova, Charles I ocupa la ciutat, el 12 de setembre de 1331, i contempla com és reconegut «Senyor de Mònaco» en 1342.

Mentre aconsegueix la senyoria de Menton en 1346, el mateix any, Charles serveix paral·lelament la corona francesa menant una companyia de ballesters a la batalla de Crécy, i intenta socórrer per mar el bàndol francès durant el Setge de Calais.
Després, en 1355, obté la senyoria de Ròcabruna. Però en 1357, mor durant el setge portat pel genovès Simon Boccanegra. La totalitat del principat és llavors unida de nou a Gènova, a excepció de Menton, defensada per Rainier II, el fill de Charles, que reconquereix ràpidament Ròcabruna.
Els fills de Rainier II (Ambroise, Antoine i Jean) reprenen «La Roca» i seran tots els cosenyors (institució poc freqüent a l'Edat Mitjana). Jean només conserva llavors Mònaco i La Condamina. Lluita contínuament contra Gènova. El seu fill, Catalan, no li sobreviu més que tres anys, i la seva neta Claudine es casa en 1465 amb un Grimaldi d'Antibes, Lambert. Aquest obté en 1489 el reconeixement de la seva independència pel rei de França i el Duc de Savoia. Gènova intenta un últim setge en 1509, però davant una resistència victoriosa, renuncia definitivament a Mònaco.

## Època moderna
Lucien mor assassinat en 1523 pel seu cosí Barthélemy Doria. No deixa més que un fill de curta edat, Honoré, la tutela del qual és confiada al seu oncle Augustin, Bisbe de Grasse, que va ser reconegut senyor. Augustin, en no trobar en Francesc I el suport abans atorgat als Grimaldi, col·loca la Roca sota protectorat espanyol en 1524. Una guarnició espanyola, així doncs, estarà a càrrec dels Grimaldi durant més d'un segle.
El net d'Honoré, Honoré II, posat sota la tutela del príncep de Valdetare, pren el títol de príncep en 1612
. Torna a l'aliança francesa pel tractat de Péronne signat en 1641 i negociat amb Richelieu. El príncep expulsa manu militari la guarnició espanyola, i obté el ducat de Valentinois (Delfinat), el Carladès (Alvèrnia) i el marquesat dels Baus (Provença). Aquestes noves fonts d'ingressos, més l'economia feta sobre el manteniment de la guarnició espanyola, permeten l'embelliment del palau.
Louis I comanda el seu regiment Mònaco-Cavalleria i obté l'ambaixada a la Santa Seu fins al 1701.

## Revolucions
Després de la nit del 4 d'agost de 1789, els prínceps de Mònaco perden totes les seves possessions franceses, i els ingressos que en provenen. La Societat Popular milita a favor de la unió amb la República, decidida per la Convenció el 15 de febrer de 1793.
De 1793 a 1814 Mònaco és doncs integrat a França, sota el nom de Fort d'Hercule. Forma part dels Alps Marítims, i després és unit al districte de Sanremo.
Una membre de la família, Marie-Thérèse de Choiseul-Praslin, pereix guillotinada als 27 anys, en companyia d'André Chénier. Altres membres de la família serveixen en l'exèrcit revolucionari.
El tractat de París del 10 de maig de 1814 retorna Mònaco a la situació de 1789. Ara bé, tot i que Honoré IV arriba a la Roca el març de 1815 per prendre'n possessió, és arrestat per Pierre Cambronne: és el començament dels Cent-dies.
Mònaco és llavors col·locat sota protectorat del Regne de Sardenya al segon Tractat de París (20 de novembre del 1815), confirmat pel Tractat de Stupinigi en 1817.
Fins a 1847, el principat de Mònaco ocupava una superfície total de 24 km² i comprenia tres municipis : Mònaco (1.250 habitants), Ròcabruna (avui Ròcabruna Caup Martin) (850 habitants) i Menton (4.900 habitants). La part la més vasta i la més rica en el principat era la plana mentonesa, amb els seus conreus de cítrics i d'oliveres, el comerç exterior descansava essencialment sobre les exportacions d'oli i de llimones. Però, durant el moviment revolucionari de 1848, Menton i Ròcabruna van proclamar la decadència dels Grimaldi i es van proclamar «ciutats lliures» sota la protecció del Regne de Sardenya. El 1860, el Piemont-Sardenya cedeix Niça a França després del suport de Napoleó III a un començament d'unitat italiana. Com Niça, Menton i Ròcrabruna van votar per la seva unió amb França, que va ser ratificat pel tractat franco-monegasc de 1861. Però des de llavors, Mònaco escapà al protectorat de 1815 i la independència de Mònaco fou formalment reconeguda, fora de tota protecció de França o d'Itàlia.

## Època contemporània
Aquest últim tractat preveia l'ajuda de França per a la construcció de la cornisa Mitjana, i el pas del ferrocarril sobre el territori monegasc (amb dues estacions). És llavors quan al príncep Charles III se li acut la idea de crear jocs de casino (prohibits als països veïns), el que hauria de permetre al principat d'enriquint-se i desenvolupar-se ràpidament. En 1863, va atorgar el privilegi d'explotar el casino, els hotels i el teatre a François Blanc, fundador de la Société des Bains de Mer et du Cercle des Étrangers per tal d'aportar ingressos a la Cort.
En 1866, Charles III, que impulsa tots aquestes obres, reanomena el barri dels Spélugues com a Montcarles en el seu propi honor. L'acabament del ferrocarril Niça-Ventimiglia el 1868 n'assegura la prosperitat. Funda una administració de correus, que edita els seus propis segells des de 1865, obté de la Santa Seu la creació d'un bisbat, obre consolats a l'estranger.
Finalment, el 1869, Charles III va suprimir els impostos personals, predials i mobiliaris, el que va comportar una intensa activitat de construcció. Això permet la construcció d'una òpera en 1869, de diversos museus, la fundació de l'institut oceanogràfic en 1906.
El primer ral·li de Monte-Carlo té lloc en 1911, el primer Gran Premi automobilístic en 1929.
El Príncep de Mònaco disposava dels plens poders (monarquia absoluta) fins a l'atorgament de la constitució de 1911, que fa del país una monarquia constitucional. El juliol del 1918, la signatura del Tractat de París atorga una protecció limitada del principat per part de França. El tractat forma part del Tractat de Versalles i estableix que la política de Mònaco no es podrà oposar als interessos polítics, militars i econòmics de França. El 1933, el principat perd també el seu monopoli sobre els jocs de la Costa Blava.

### Mònaco durant la Primera Guerra Mundial
Durant la Primera Guerra Mundial, Mònaco es posiciona, a través del príncep Albert I, en el costat dels aliats (França, Gran Bretanya i Rússia). El príncep Albert I era cosí molt allunyat de Guillem II d'Alemanya, qui va declarar la guerra a Sèrbia, fent entrar Rússia en joc i, per tant, fent esclatar el conflicte. Efectivament la seva tieta estava casada amb un membre de la família dels Wurtemberg. Així, en acabar el seu passeig habitual en vaixell als Açores l'estiu de l'esclat de la guerra, decideix declarar la guerra a Alemanya perquè França tingui clar que el seu país està del cantó dels aliats, Va, de fet, enviar un telegrama mateix al president Raymond Poincaré de França perquè li quedés clara la seva posició en el conflicte.
Però malgrat els seus esforços la premsa francesa va titular, com a gran propagandística que es va transformar, que Mònaco servia els interessos alemanys amb títols que incitaven a l'odi. Tot i així el príncep monegasc va posar a disposició del govern francès telègrafs sense fil, 50 0000 francs de l'època, l'hospital de Mònaco a disposició de la Creu Roja francesa,... Els alemanys van decidir, del seu costat, ocupar la propietat familiar del príncep fent-li xantatge. Un oficial alemany, per ser concrets, van decidir multar un comú del principat amb 500 000 francs. Abans de marxar de les pertinences familiars van pillar tot el que van trobar davant seu.
Les mostres de suport, tot i la ingerència alemanya, no van aturar-se. El fill mateix del príncep Albert I, Lluís, va traslladar-se al front italià i francès amb tot un seguit de monegascos per combatre contra l'enemic. El mateix príncep Albert I es desplaçarà per anar-lo a veure a l'hospital. Aquesta participació no ha quedat oblidada i avui es poden trobar a Mònaco plaques commemoratives de la participació dels monegascos en la Gran Guerra. D'altra banda, la filla de Lluís, Carlota de Mònaco, va proposar-se com a ajudant en els hospitals provisionals instal·lats a hotels monegascos durant el conflicte. Malgrat que el territori no va ser objecte de bombes, sí que es va transformar en el centre de cura d'aquells que arriscaven la seva vida als fronts italians. Quant a l'economia del país, es pot dir que el territori fou víctima d'una penúria important. S'organitzaven files considerables d'esperar per poder menjar sopa.

## Època recent
El Príncep Rainier IIII, accedeix al tron després de la mort del seu avi el Príncep Louis II en 1949.
Aynard Guigues de Moreton de Chabrillan reivindica al mateix temps el tron principesc de Mònaco en 1925 de resultes de l'adopció oficial de Charlotte Louvet (esdevinguda princesa Charlotte de Mònaco) després en 1949 a la defunció del príncep sobirà Louis II de Mònaco.
Es redacta una nova constitució en 1962, que aboleix la pena de mort, atorga el dret a vot de les dones, estableix un tribunal suprem que garanteix les llibertats fonamentals i fa més difícil l'atorgament de la residència a un ciutadà francès (retroactivament des del 1r de novembre de 1957).
En 1971, es posa la primera pedra del barri de Fontvieille. Es tracta d'un barri guanyat al mar. En 1982, el principat s'entristeix quan s'assabenta de la mort de la Princesa Grace de Mònaco, esposa de Rainier III i mare de l'actual príncep de Mònaco (Albert II), víctima d'un accident a la carretera que connecta La Túrbia a Cap d'Ail i no en aquella on s'havia desenvolupat abans la pel·lícula To Catch a Thief, com es creu sovint. La seva filla Estefania de Mònaco sobreviu a aquest accident.
En 1993, Mònaco esdevé oficialment membre de les Nacions Unides. En 2002, un nou tractat entre França i Mònaco estipula que el principat continuarà sent un Estat independent en el cas que no hi hagués descendent en la dinastia.
En 2004, el principat de Mònaco s'incorpora al Consell d'Europa després de nombroses negociacions i una modificació de la llei electoral que converteix en sistemàtica una representació de l'oposició al Consell nacional per un mode d'escrutini que té component proporcional.
A la mort del Príncep Rainier III, sobrevinguda el 6 d'abril del 2005, és el seu fill Albert II (nascut en 1958), fins aquí príncep hereu i marquès dels Baus, qui esdevé príncep sobirà. Les cerimònies que marquen el seu adveniment es van desenvolupar el 12 de juliol de 2005, les de la seva entronització oficial el 19 de novembre de 2005. El príncep, encara que casat (civilment) des del 1r de juliol de 2011 amb la princesa Charlène, es manté, per ara, sense hereu legítim: l'hereva del tron és encara la seva germana gran Carolina, nascuda en 1957, esposa del príncep Ernest-August de Hannover.